# Sainte-Marie-Laumont
Sainte-Marie-Laumont ist eine ehemalige französische Gemeinde mit 664 Einwohnern (Stand 1. Januar 2022), den Laumontais, im Département Calvados in der Region Normandie.
Am 1. Januar 2016 wurde Sainte-Marie-Laumont im Zuge einer Gebietsreform zusammen mit 19 benachbarten Gemeinden, die wie Sainte-Marie-Laumont alle dem aufgelösten Gemeindeverband Bény-Bocage angehörten, als Ortsteil in die neue Gemeinde Souleuvre en Bocage eingegliedert.

## Geografie
Sainte-Marie-Laumont liegt rund neun Kilometer nördlich von Vire-Normandie. Das Ortsgebiet wird im Norden, Nordosten sowie Osten durch die Vire begrenzt.

## Bevölkerungsentwicklung
| Jahr                             | 1793  | 1836  | 1876  | 1926 | 1946 | 1968 | 1990 | 2013 |
| Einwohner                        | 1.051 | 1.168 | 1.004 | 685  | 677  | 529  | 515  | 652  |
| Quelle: Cassini, EHESS und INSEE |       |       |       |      |      |      |      |      |

## Sehenswürdigkeiten
- Kirche Notre-Dame aus dem 12. Jahrhundert, seit 1928 Monument historique[3]
- Schloss